# Артюшенко, Маргарита Викторовна
Маргарита Викторовна Кононенко (урождённая Артюшенко; род. 28 сентября 1989 года, Киев, Украинская ССР, СССР) — украинская пловчиха в ластах.

## Карьера
Подготовил спортсменку заслуженный тренер Украины Денис Альбертович Кононенко.
Обладатель рекорда Украины в категории В (девушки до 17 лет) на дистанции 100 метров с аквалангом. Обладатель рекордов Украины на дистанциях 50 и 100 метров в ластах, в нырянии на 50 метров и в плавании с аквалангом на дистанции 100 метров. Также участвовала в установлении рекорда Украины в эстафете 4х100 метров.
Чемпионка мира, шестикратная чемпионка Европы, двадцати пятикратная чемпионка Украины. Трёхкратная призёрка Всемирных игр. Многократная призёрка чемпионатов мира, Европы, Украины. Действующая рекордсменка Европы и Украины по плаванию в ластах.
В 2008 году удостоена почётного звания Заслуженный мастер спорта Украины. В 2011 году окончила с отличием Украинский государственный университет физического воспитания и спорта.
Кононенко в настоящее время замужем, есть сын Матвей.